# Surto de Legionella em Portugal de 2014
Um surto de doença do legionário, provocada por bactérias do género Legionella, afetou algumas zonas do município português de Vila Franca de Xira entre 7 e 21 de novembro de 2014, em especial nas freguesias de Vialonga, Forte da Casa e Póvoa de Santa Iria. Esta doença afetou 375 pessoas, sendo que dessas, doze morreram. Inicialmente, foram reportados dois casos em Angola e um no Peru, de pessoas que teriam estado em Vila Franca de Xira, mas mais tarde a relação com este surto não se confirmou.
O ministro do Ambiente português Jorge Moreira da Silva afirmou  que o surto de Legionella estará relacionado com torres de refrigeração da empresa Adubos de Portugal, na freguesia de Forte da Casa. O surto afetou sobretudo homens entre os 50 e 60 anos, um padrão comum para surtos de Legionella. A Organização Mundial de Saúde (OMS) classificou como uma “grande emergência de saúde pública” o surto de Legionella em Portugal e descreveu a epidemia como “incomum e inesperada".